# Скаугум
Скаугум (норв. Skaugum) — усадьба в стиле функционализма, официальная резиденция кронпринца Норвегии Хокона и его жены кронпринцессы Метте-Марит. Поместье находится в коммуне Аскер, в 19 км к юго-западу от Осло, у подножия горы Скаугумсосен. Поместье включает 48 га сельскохозяйственных угодий и 50 га лесных массивов.
В 1909 году поместье выкупил Фриц Ведель-Ярлсберг, норвежский аристократ и юрист. Когда кронпринц Улаф и принцесса Марта Шведская поженились в 1929 году, Ведель-Ярлсберг продал особняк королевским особам. Резиденция в стиле швейцарского шале Веделя-Ярлсберга, спроектированная Германом Бакером и построенная в 1891 году, сгорела дотла в 1930 году. Норвежскому архитектору Арнштейну Арнебергу было поручено спроектировать новый особняк на фундаменте старого здания. Новое здание было также построено из камня, чтобы избежать будущих пожаров. В 1937 году в поместье родился принц Харальд.
Во время нацистской оккупации Норвегии обергруппенфюрер СС Вильгельм Редис некоторое время проживал в Скаугуме, а рейхскомиссар Йозеф Тербовен в июне 1940 года сделал поместье своей официальной резиденцией. Вскоре после самоубийства Гитлера Тербовен был отстранён от должности Карлом Деницем и 8 мая 1945 года вместе с Редисом покончил жизнь самоубийством, подорвав гранату в подвале поместья.
В 1968 году король Улаф V подарил поместье в качестве свадебного подарка своему сыну кронпринцу Харальду (позднее король Харальд V) и его жене кронпринцессе Соне, а сам король переехал в Королевский дворец в Осло. Король Харальд сделал то же самое, передав поместье в качестве свадебного подарка своему сыну кронпринцу Хокону и его супруге Метте-Марит в 2001 году.
В отличие от Королевского дворца и Оскарсхолла, Скаугум находится в частной собственности королевской семьи и поэтому закрыт для публики. Как и все королевские резиденции в Норвегии, поместье находится под охраной королевской гвардии.